# 南京东南实验学校
南京东南实验学校原名南京师范大学附属中学江宁分校，简称南师附中江宁分校或附中分校，位于江苏省南京市江宁经济技术开发区。学校占地 530多亩，为全封闭住宿制学校。学校创立于2003年，现任校长张士民，副董事长为陈汇祥。目前南京师范大学附属中学江宁分校由江宁区政府以及南师附中教育集团控股，主要从事教育事业，由小学、初中、高中三部分组成，现有73个中学班级，包括6000名左右中国内地籍学生，以及来自韩国、日本、香港、澳门、台湾、俄罗斯等国家和地区的留学生。

## 学校设施
江宁分校目前实际拥有教学楼6座、实验楼5座、宿舍楼9座及教师公寓2座。学校图艺中心设立有音乐厅、音乐教室、图书馆、琴房、舞蹈室、演播厅、会议大厅以及院士纪念区等。西半实验楼设有物理化学生物等实验室、电脑教室以及小学教室、教育超市、小学生宿舍等，还设置供天文社实用的天文望远镜观测台。东半设有大量教室，全部电子设备。食堂共有3层，均为外包式经营。

## 管理概况
江宁分校宿舍每天6:10学生起床，每日21:30-22:30熄灯。为保证教师办公室24小时空调及电脑的不间断运作，按照最新规定，宿舍楼每天熄灯后一律断电。江宁分校为严密监视学生交往，在校园设置了多处监控红外线夜视摄像机，以记录安全情况。
中国国籍非走读或家在外地的学生理论上被禁止使用行动电话等电子设备，按照学校有关规定，学校与外界的通讯全部依靠学校设立的电话，每个宿舍房间均一台，使用电话卡，一般为96998卡，校内超市有售。校内食堂统一使用记名制饭卡，每天有3餐，每餐消费不得高于RMB￥16。

## 交通
学校由于远离南京市区，现有多班郊区巴士通行，学校设置还有穿梭巴士服务，每次收费RMB￥10，其中市内线设有大桥南路线、南师附中本部线、国展中心线、龙江小区线、苜蓿园大街线等线路，后来又增加城际客车业务，设立南京长江大桥—浦口线路。每年重大节假日还设立有南京火车站接驳服务以及远程穿梭业务，首先开通高淳线（经停溧水）、后来又开通淮安线（经停扬州市）、徐州快线、连云港快线，单程价格为RMB￥50-100不等。此外还有主要供韩国、香港及台湾的国际留学生使用的南京禄口国际机场机场快线。

## 学校历史
南师附中江宁分校成立于2003年，接待过多次重要政府领导来访，2007年年底大部分现有建筑竣工。此外分校校园的部分教室曾被江苏省教育委员会国际部预科学院租用，但由于学籍、教学以及住宿等管理存在诸多问题的原因，预科学校从2007年9月1日开始不再使用江宁分校的教室。

## 现状
南师附中江宁分校成立于2003年，由南京师范大学附属中学教育集团控股，现有学生5000余人，还设立有小学部（由原来几栋实验楼改造）和幼儿园部(位于龙湖文馨苑)。2008年毕业生总数为548人，其中283人进入大学，127人进入专科学院，20人赴国外读非本科专业，其余有大约110人留在高中继续攻读高考课程。

## 国际化
学校每年都与苏教国际合作输送学生在假期前往海外修学旅行，同时交换部分学生至海外学习。
2012年学校与美国北卡莱罗纳州Marvin Ridge High School结为友好学校, 2013年2月5位同学在张文艺副校长带领下对该校进行了友好访问。
学校于2007年末曾经计划引进IELTS、TOEFL及SAT的培训课程，但是由于各种原因目前尚未落实。2011年开始引进“优飞”项目，承包者为“江苏天霖教育投资咨询有限公司”。2011年开设UFS Prefoundation班级，同时招收美国、澳大利亚与加拿大方向学生。2012年开设UFS班级，同时另外开设了美国方向课程并再次招生。其中澳方向课程由世界50强名校新南威尔士大学(UNSW)负责核心阶段教学管理和外教遴选，课程受澳大利亚等英联邦国家认可。此行为与学校在2011年做出不另开设美国班承诺不符，导致数名同学造成损失。因合作公司对美国大学相关考试申请事宜并无经验，屡屡失误，引起优飞项目美国方向学生众怒。遂联名书写一万余字抗议书交予学校。后重大问题大多最终均得到妥善解决，但仍存在欺诈学生的行为。至2013年4月优飞方向共有5个班级：高二UFS班，高二美国核心班，高三美国核心班，高一基础A班，高一基础B班。